# LOL

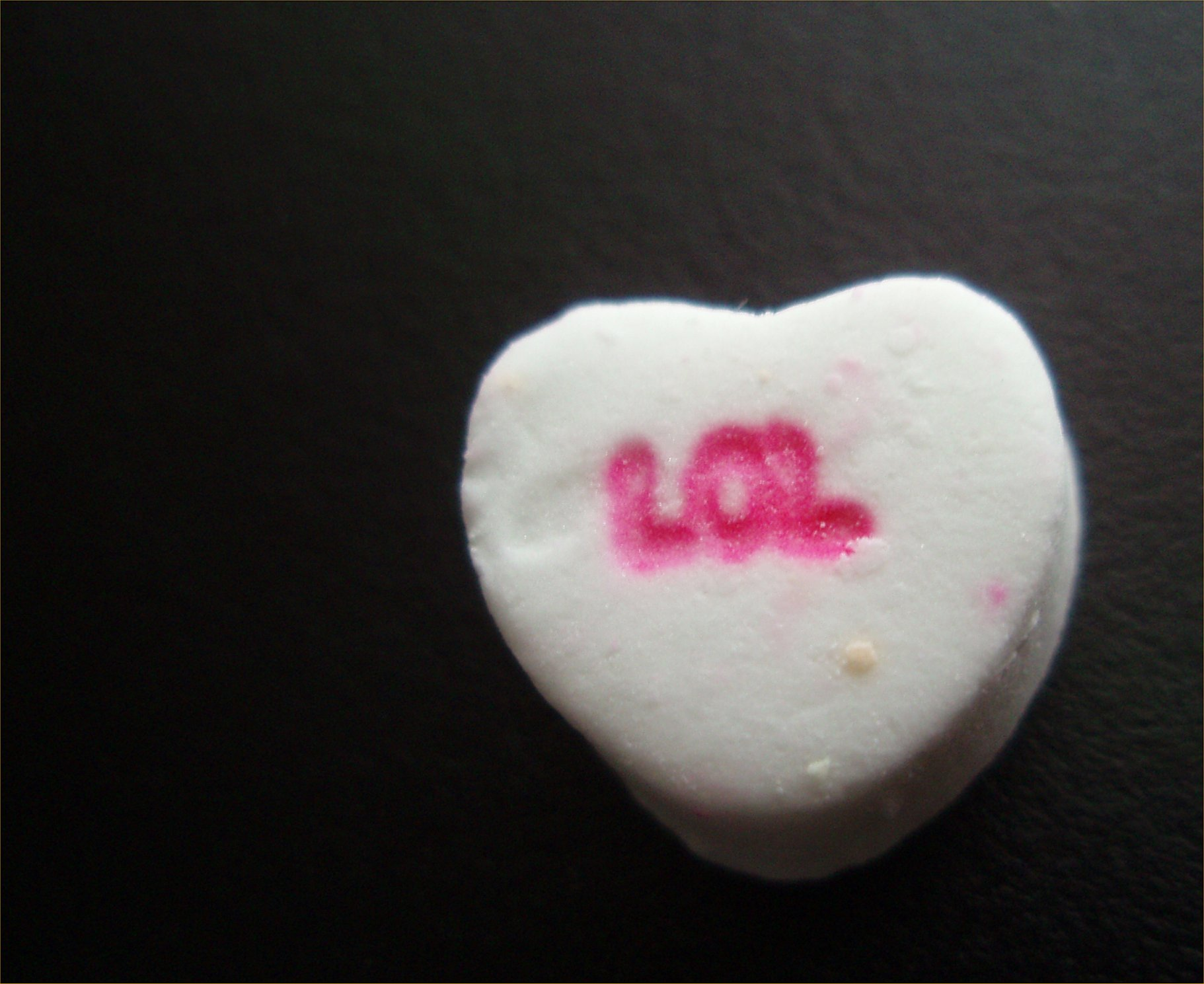
نمونه‌ای از کاربرد تازه LOL (برای «خندیدن با صدای بلند»)

LOL کوته‌نوشت برای عبارتِ laugh(ing) out loud یا Lots of laughs به معنی خندیدن با صدای بلند یا کلّی خنده است. این کوته‌نوشت، به اصطلاحی معمول در زبان عامیانهٔ اینترنت و گفتگوهای نوشتاریِ پسا اینترنت مانند پیامک و پیغام‌های شبکه‌های اجتماعی تبدیل شده‌است و به معنی خندیدن یا سرگرم شدن است. LOL به‌طور تاریخی در یوزنت به کار برده می‌شد. ولی امروز در بسیاری از گفتگوهای اینترنتی، در خارج از فضای سایبری و روزانه به کار برده می‌شود. LOL نخستین‌بار در مارس ۲۰۰۹ در فرهنگ انگلیسی آکسفورد (OED) ثبت شد.
LMAO کوته‌نوشت برای عبارتِ Laughing My Ass Off به معنای از خنده روده بر شدن مي باشد.

## گونه‌ها
LOL می‌تواند به صورت‌های دیگر هم بیان شود:
- lolz
- lulz
- lolwut: lol + wut
- Lawl یا Lal
- LOLOLOLOL
- LEL